# Cebollitas (serie de televisión)
Cebollitas es una telenovela argentina infantil emitida desde el día miércoles 1 de enero de 1997 hasta el día viernes 2 de octubre de 1998 (sin interrupción), de lunes a viernes en el horario de las 17:00 horas por Telefe con un total de 458 episodios. 
Fue protagonizada por Carlos Moreno y  Andrés Vicente, escrita por Enrique Torres y Daniel Datola.
Contó con una versión teatral realizada en teatro Ópera en vacaciones de invierno de 1997. Luego se realizó una gira del espectáculo por el interior del país y por América Latina.
También se editaron dos discos musicales, con canciones compuestas por Cris Morena e interpretadas por el elenco infantil del ciclo, con un enorme éxito en ventas. 
El programa fue nominado a 2 premios Martín Fierro del año 1997, Como Mejor Programa Infantil y Brian Caruso como Mejor Actuación Infantil.

## Sinopsis
La serie relata las aventuras y desventuras de un grupo de niños que juegan al fútbol en un club de barrio. El nombre de la tira está puesto en honor al ídolo del fútbol Diego Armando Maradona, ya que "Cebollitas" es el nombre de la sección juvenil del Argentinos Juniors donde jugó el astro argentino.
Una gran variedad de personajes compone esta serie que combina música, amistad y aventuras de parte de los más chicos con los consejos de los adultos.

## Reparto

### Elenco adulto
- Carlos Moreno como Roque Lucero "Don Lucero".
- Carmen Barbieri como Mercedes "Mecha" Batista.
- Margarita Ros como Beatriz "Betty" Lucero.
- Andrés Vicente como Alfonso Pascutti.
- Gino Renni como Rómulo Maldini.
- Beatriz Spelzini como Verónica.
- Alfonso Pícaro como Angelito.
- Ana María Casó como Ana Cisneros.
- Juanita Martínez como Cecilia.
- Marisa Carreras como Laura de Cuciuffo.
- Agustín Lozano como Rogelio Cuciuffo.
- Andrea Gilmour como Dolly de Caconi.
- Carlos Brown como Reinaldo Estévez.
- Chela Cardalda como Angélica "Vichi" de Pastaciotti
- Emilio Bardi como Miguel González.
- Héctor Canosa como Tony.
- Jorge Velurtas como Don Arturo Batista.
- José María López como Víctor Pastaciotti Don Víctor.
- María Nydia Ursi como María.
- Marcelo Serre como Rudy Caconi.
- Maximiliano Ghione como Lito.
- Mercedes Funes como Valeria Maldini.
- Miguel Paludi como Johnny la Hiena.
- Pía Uribelarrea como Finita.
- Tony Lestingi como Guillermo "Guille" Cisneros.
- Alejandro Müller como "Cholo" Metralla.
- Luciana Baddouh como Leticia.
- Laura Santana como Mariana.

### Elenco infantil
Los Chicos
- Alejandro Astrada como Dover / Doverman.
- Axel Marazzi como Gastón Estévez.
- Axel Puricelli como Lucas.
- Brian Caruso como Diego "Gamuza" Cucciufo.
- Damian Scigliano como Roberto "Robertito".
- Dante Rodríguez como Manuel Victoriano "Bocha" Pastaciotti.
- Diego Vicos como Juan Pablo "Colo" Batista
- Federico Dialuce como Diego Lucero.
- Pedro Castagna como Brian Pérez.
- Fernando Govergun como Ignacio "Nacho" Tomé.
- Gianfranco Di Menna como Jonathan.
- Horacio Formoso como "Tachuela" Tomé.
- Javier Heit como Petaca.
- Jonás Rossi como Emiliano.
- Juan Carlos Losasso como Felipe.
- Juan Gabriel Yacuzzi como Miguel "Coqui" González.
- Adrián Barraza como Dogo.
- Leonardo Centeno como Hipólito Arquímedes Pedutto.
- Luciano Perucho como Gustavo Adolfo "Rata" Cuciuffo.
- Marcelo Italiano como Sammy.
- Martin Miani como Tomás.
- Matías Boquete como Axel.
- Mauro Dolce como Pipo.
- Maximiliano López como Federico "Fede" López.
- Nahuel López como Fantasmita.
- Ramiro Rodríguez como Vasco / Sergio.
- Rodrigo Furno como Juampi.
- Martín Drogo como Tyson.
- Pablo Bari como Bambi.
- Rodrigo González como Tuerca.

Las Chicas
- Adriana Elizabeth Togneri como Carmen "Carmencita" González.
- Agustina Ferrari como Lolita Metralla.
- Aldana García Soler como Vicky.
- Daiana Cincunegui como Yasmina.
- Dalma Maradona como Sofía Daniela.
- Daniela Nirenberg como Natalia "Naty" Maldini.
- Eliana González como Agustina "La Limonera".
- Gisele Benoldi como Irina Pascutti.
- Ingrid Wolnowich como Tatiana.
- Maia Ravicovich como Marilú.
- Margarita Marceca como Andrea Noemi Cuciuffo.
- María Florencia De Miguel como Luciana Estévez.
- Mariana Rubio como Roxana.
- Marianela Pedano como Mariela "Maru" Cisneros.
- Sofía Cal como Cristina.
- Solange Verina como Verónica "Vero" Cisneros.
- Lola Bezerra como Florencia.
- Cecilia Curutchet como Estela.

### Dirección
- Mono Flores
- Víctor Stella

### Producción
- Lilian Olivares
- Martín Mackintosh
- Ángel Mele
- Vivían Prudente
- Ramiro Santos
- Hernán Simón

## Premios
Cebollitas obtuvo 2 nominaciones a los Premio Martín Fierro en su edición 1997, premio que otorga la Asociación de Periodistas de la Televisión y la Radiofonía Argentinas (APTRA); fue nominado como Mejor Programa Infantil y Brian Caruso como Mejor Actuación Infantil, obteniendo solo la de Mejor Actuación Infantil.
| Año  | Premio        | Categoría                | Nominado     | Resultado |
| ---- | ------------- | ------------------------ | ------------ | --------- |
| 1998 | Martín Fierro | Mejor programa infantil  | Cebollitas   | Nominado  |
| 1998 | Martín Fierro | Mejor actuación infantil | Brian Caruso | Ganador   |

## Música
Cebollitas contó con dos álbumes musicales correspondientes a la primera y segunda temporada de la serie. Todas las canciones fueron compuestas por Cris Morena y Carlos Nilson e interpretadas por el elenco infantil protagónico.[cita requerida]

CEBOLLITAS VOL 1 (1997)

### Lista de canciones
| N.º   | Título                            | Música                     | Duración |  |
| 1.    | «Canción De Cebollitas»           | Cris Morena, Carlos Nilsen | 2:21     |  |
| 2.    | «Que Bolu»                        | Cris Morena, Carlos Nilsen | 1:57     |  |
| 3.    | «Gol De Corazón»                  | Cris Morena, Carlos Nilsen | 3:18     |  |
| 4.    | «Amigos»                          | Cris Morena, Carlos Nilsen | 3:04     |  |
| 5.    | «No Puedo Ser Tu Amigo»           | Cris Morena, Carlos Nilsen | 3:42     |  |
| 6.    | «25 De Mayo»                      | Cris Morena, Carlos Nilsen | 2:38     |  |
| 7.    | «El Vestuario Del Club»           | Cris Morena, Carlos Nilsen | 2:07     |  |
| 8.    | «Transar»                         | Cris Morena, Carlos Nilsen | 2:01     |  |
| 9.    | «Salir Segundos»                  | Cris Morena, Carlos Nilsen | 2:06     |  |
| 10.   | «Canción De Cebollitas (Karaoke)» | Cris Morena, Carlos Nilsen | 2:21     |  |
| 26:32 |                                   |                            |          |  |

VAMOS, VAMOS CEBOLLITAS VOL 2 (1998)
| N.º   | Título                  | Música                     | Duración |  |
| 1.    | «El Campeón Mundial»    | Cris Morena, Carlos Nilsen | 2:23     |  |
| 2.    | «Rap Del Asqueroso»     | Cris Morena, Carlos Nilsen | 2:00     |  |
| 3.    | «Gamuza»                | Cris Morena, Carlos Nilsen | 4:22     |  |
| 4.    | «Dame Pelota»           | Cris Morena, Carlos Nilsen | 2:13     |  |
| 5.    | «Vamos, Vamos!!!»       | Cris Morena, Carlos Nilsen | 2:13     |  |
| 6.    | «El Baile Del Jueguito» | Cris Morena, Carlos Nilsen | 2:02     |  |
| 7.    | «Inseparables»          | Cris Morena, Carlos Nilsen | 2:44     |  |
| 8.    | «Alfonso»               | Cris Morena, Carlos Nilsen | 2:05     |  |
| 9.    | «Soy tu fan»            | Cris Morena, Carlos Nilsen | 2:55     |  |
| 10.   | «Réferi»                | Cris Morena, Carlos Nilsen | 2:38     |  |
| 25:35 |                         |                            |          |  |

## Curiosidades
- Solange Verina (Vero) y Marianela Pedano (Maru), estuvieron en Chiquititas con esos mismos personajes. Se fueron en el año 1996 con su padre Guillermo Cisneros (Tony Lestingi, Guille en Cebollitas), y entraron con la misma razón. En un capítulo fueron a visitar a los chicos de Rincón de Luz
- El periodista deportivo, Pablo Bari (quien por ese entonces era sólo un niño) aparece en varios de los capítulos de la serie. En ellos, siempre hacía como que relataba goles de los personajes de una forma muy emotiva. Su personaje era apodado "Bambi" (por su padre, el también periodista deportivo Bambino Pons). Años más tarde sería uno de los relatores principales de la cadena Fox Sports Latinoamérica[3]
- El futbolista dominicano Hansley Martínez, zaguero central de la selección de su país, es apodado Gamuza porque de chico era un gran seguidor del programa y gustaba de cómo jugaba en la cancha dicho personaje.[4]
- En uno de los episodios, los chicos reciben la visita de Leo, el personaje de Andrés Ispani de la telecomedia Mi familia es un dibujo, la cual se estaba emitiendo también por Telefe en ese tiempo y en la que también actuaba Mariana Rubio (Roxana) haciendo el personaje de Federica y también actuaba Leonardo Centeno (Hipo) solo que en Mi familia es un dibujo actuaba como el villano, dato curioso fue que salió de la serie para estar por completo en Cebollitas.